# Burnsville (Észak-Karolina, Yancey megye)
Burnsville város az Amerikai Egyesült Államok Észak-Karolina államában, Yancey megyében, melynek megyeszékhelye is. Lakosainak száma 1614 fő (2020. április 1.).

## Népesség
A település népességének változása:

| 2010 | 1 693 |
| 2020 | 1 614 |